# Shensiplusia nigribursa
Shensiplusia nigribursa là một loài bướm đêm trong họ Noctuidae.